# SEAT Bolero
SEAT Bolero – samochód koncepcyjny zaprezentowany podczas Międzynarodowego Salonu Samochodowego w Genewie w 1998 roku. Samochód swoim wyglądem przypomina sedana jednak jest to czterodrzwiowe, czteromiejscowe coupe.
Przód pojazdu przypomina przód Toledo II generacji. Auto nie posiadało słupka B - przedni drzwi otwierane normalnie, tylne pod wiatr. W kabinie pojazdu dominuje aluminium. Pod maskę pojazdu trafił silnik V6 o pojemności skokowej 2.8 l i mocy wytwarzanej dzięki dwóm turbosprężarkom 330 koni mechanicznych. Nigdy nie przewidywano produkcji pojazdu.
Silnik i napęd:
- Typ: V6
- Ustawienie: Z przodu, wzdłużnie
- Rozrząd: DOHC, 4 zawory na cylinder
- Objętość skokowa: ≈ 2800 cm³
- Doładowanie: Dwie turbosprężarki
- Moc maksymalna: 330 KM przy 5800 obr./min
- Objętościowy wskaźnik mocy: ≈ 117,86 KM/l
- Maksymalny moment obrotowy: 500 Nm przy 1800-3600 obr./min
- Skrzynia biegów: 6-biegowa, zautomatyzowana
- Typ napędu: Na przednie koła

Hamulce i koła:
- Koła przednie: 9,0 x 19”
- Koła tylne: 9,0 x 19”
- Opony przednie: 255/40 R 19
- Opony tylne: 255/40 R 19

Osiągi:
- Przyspieszenie 0-100 km/h: 5,00 s
- Prędkość maksymalna: 275 km/h